# アウトストラーダ (ポーランド)
アウトストラーダ（ポーランド語: Autostrada）はポーランドの高速道路。
下記の通り、高速道路である「Autostrada（アウトストラーダ）」の他に、準高速道路である「Droga ekspresowa（ドロガ・エクスプレソヴァ、もしくはEkspresówka エクスプレスフカ）」があるが、本項ではまとめて解説する。

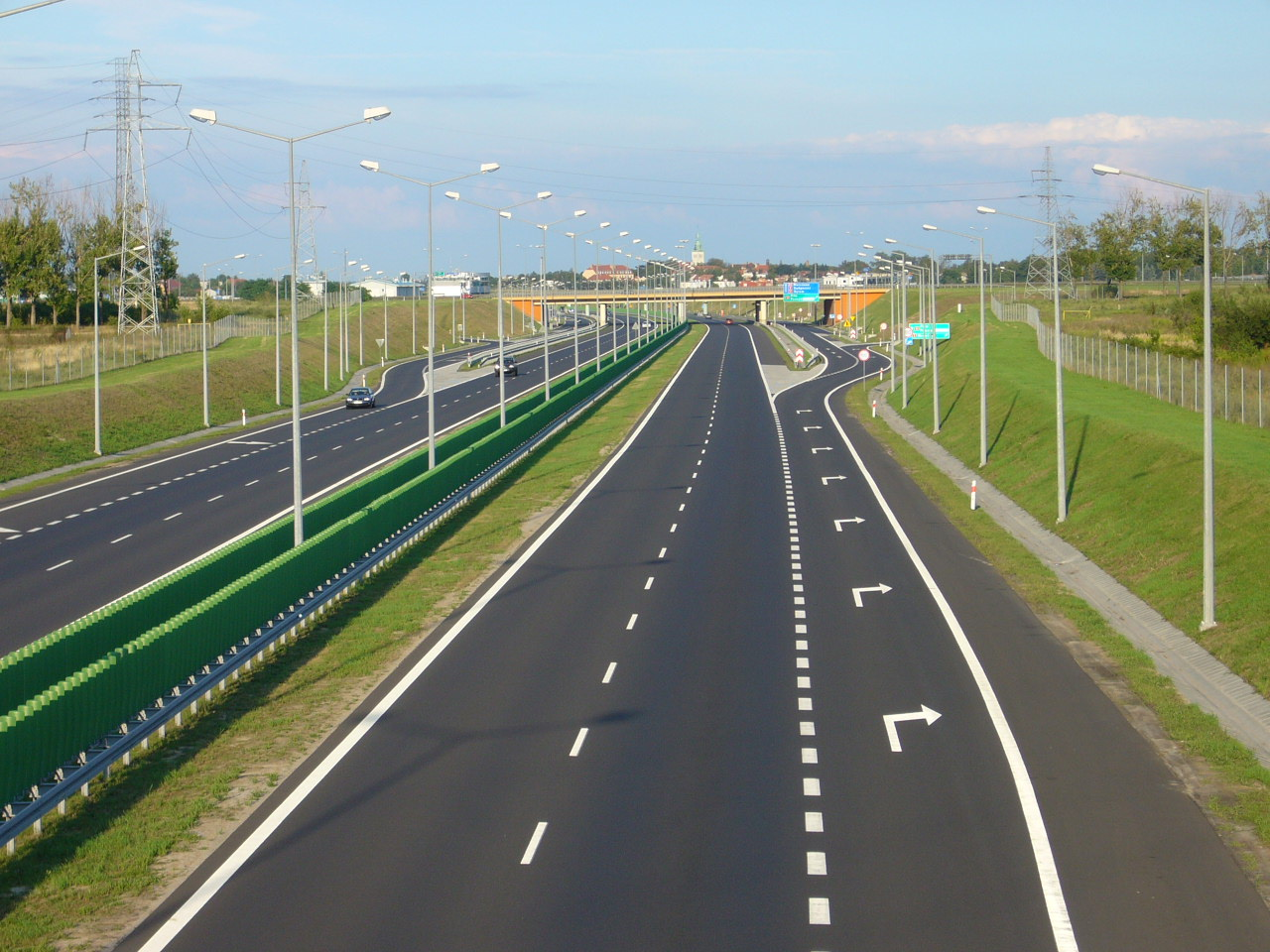
アウトストラーダ A2（ポズナン付近）

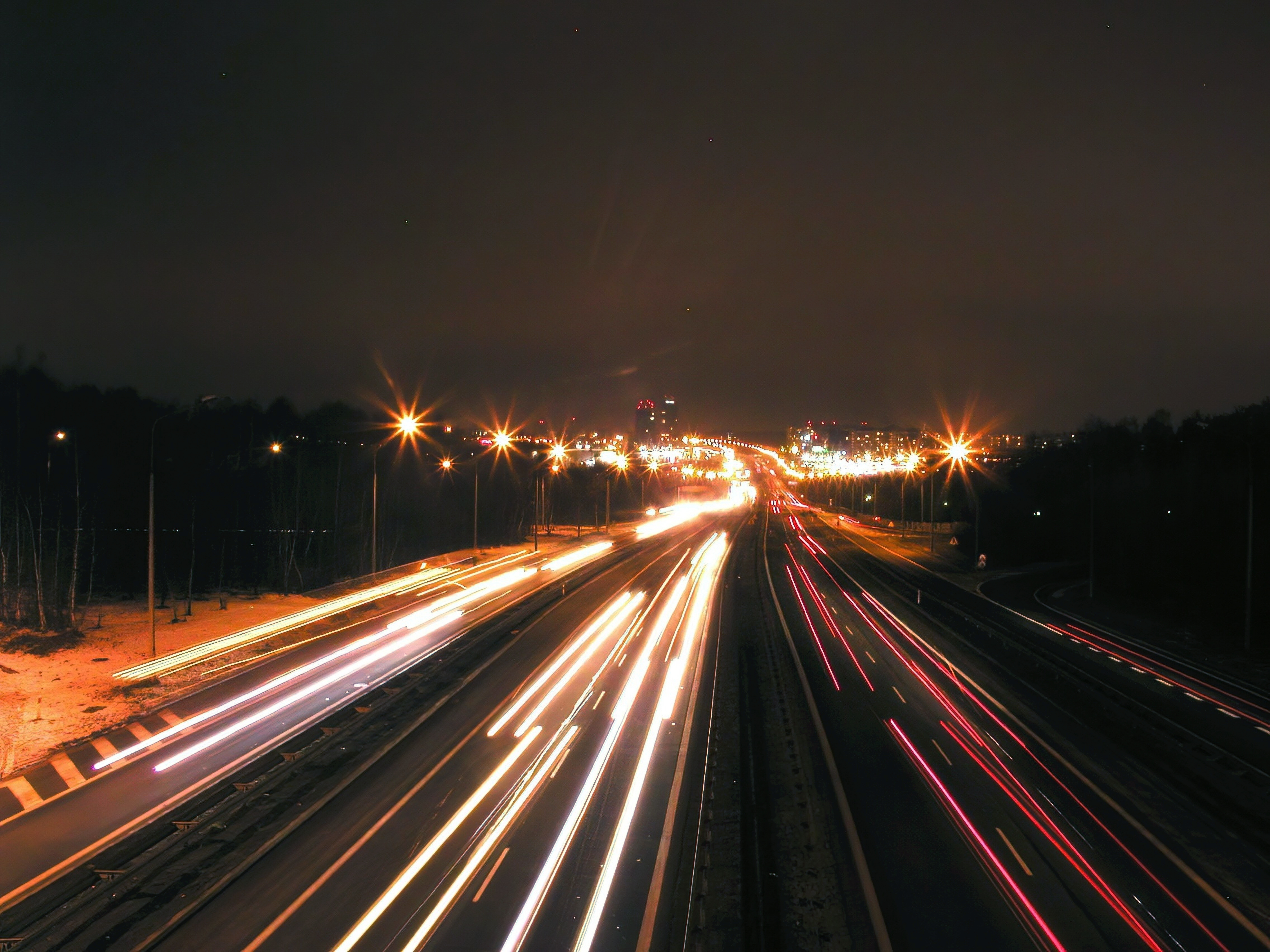
アウトストラーダ A4（カトヴィツェ付近）

## 概要

ポーランドの高速道路網（高速道路、準高速道路）
完成路線
建設中路線
計画路線（未着工）

ポーランドの高速道路には、高速道路「Autostrada（アウトストラーダ）」と準高速道路「Droga ekspresowa（ドロガ・エクスプレソヴァ、もしくはEkspresówka、エクスプレスフカ）」の2種があり、どちらも原則として通行料は無料で、一部区間のみ有料。アウトストラーダが国内主要都市間および周辺諸国とを結び、エクスプレスフカがその支線としての役割を担っている。
当面の整備計画は2種あわせて25路線。うち主要3路線は2012年6月に開幕するUEFA欧州選手権2012に向け急ピッチで建設が進んでいる。2012年末までには、国内主要8都市（グダンスク、ポズナン、ヴロツワフ、ウッチ、ワルシャワ、クラクフ、カトヴィツェ、シュチェチン）がアウトストラーダで結ばれる予定である。
ポーランドの公道法では、アウトストラーダとエクスプレスフカについて下記のように規定している。
- アウトストラーダ（Autostrada、高速道路）

自動車専用で、片側2車線以上を有し、他のすべての陸上・水上通路と立体交差で交わる、一般道路からの出入りが制限されている公道。原則として法定最高速度は140km/h。
- エクスプレスフカ（Droga ekspresowa（Ekspresówka）、準高速道路）

自動車専用で、片側1車線または2車線を有し、他の公道との平面交差が許容されている以外はすべての陸上・水上通路と立体交差で交わる、一般道路からの出入りが制限されている公道。法定最高速度は原則として120km/h。

## 建設計画

2000年から2012年までのポーランドの高速道路の建設総延長（km）推移。緑は完成路線、赤は建設中路線

現在建設中、および計画中の路線は1990年代後半に策定された建設計画をベースとしており、ルートや距離などで修正・紆余曲折はあったものの、おおむね計画に従って建設が進められている。2004年には閣議決定で2種の高速道路の計画総延長を7,200kmとし、2009年にはさらに7,300kmとした。
2012年6月にポーランド・ウクライナ共催でUEFA欧州選手権2012が行われることから、現在高速道路建設が各地で急ピッチで進められているが、当初予定に対し大幅に整備が遅れている。
ポーランドはEU加盟以降、EU結束基金や開発基金からの多額の援助を基に高速道路網、鉄道網、港湾設備など物流インフラストラクチャー整備を進めており、アウトストラーダの急速な整備の原動力となっている。

## 標識
- アウトストラーダは青地に白色の2車線が跨道橋と立体交差している標識で表される。

路線番号は赤地に白色の文字で表示され、数字の先頭に「A」が付けられる。道路標識は青地に白文字で表示される。
- エクスプレスフカは青地に白色の自動車が描かれている標識で表される。

路線番号は赤地に白色の文字で表示され、数字の先頭に「S」が付けられる。道路標識は緑地に白文字で表示される。

アウトストラーダを表す標識
アウトストラーダの終わりを表す標識
アウトストラーダの路線番号表示
エクスプレスフカを表す標識
エクスプレスフカの終わりを表す標識
エクスプレスフカの路線番号表示

## 制限速度
アウトストラーダならびにエクスプレスフカの最高速度は下記の通り。
| 最高速度 (km/h) | 最高速度 (km/h)               | 最高速度 (km/h)                                 | 最高速度 (km/h)                                 |
| 自動車の種類 | アウトストラーダ （高速道路） | エクスプレスフカ （準高速道路） ・片側2車線区間 | エクスプレスフカ （準高速道路） ・片側1車線区間 |
| --- | ----------------------------- | ----------------------------------------------- | ----------------------------------------------- |
| - 普通乗用車 - 普通自動二輪車 - 3.5トン未満の貨物自動車 | 最高時速140km/h               | 最高時速120km/h                                 | 最高時速100km/h                                 |
| - 所定の要件（ABS搭載など）を満たしているバス | 最高時速100km/h               | 最高時速100km/h                                 | 最高時速100km/h                                 |
| - 普通乗用車（牽引時） - 普通自動二輪車（牽引時） - 3.5トン未満の重被牽引車を牽引する貨物自動車 - 3.5トン以上の貨物自動車（重被牽引車も含む） - 危険物積載車両 - バス（重被牽引車も含む） | 最高時速80km/h                | 最高時速80km/h                                  | 最高時速80km/h                                  |
| - 前方に積載物が突出している車両（座席から1.5m以上） | 最高時速60km/h                | 最高時速60km/h                                  | 最高時速60km/h                                  |
| - 7歳未満の子供を乗せた普通自動二輪車（重被牽引車も含む） | 最高時速40km/h                | 最高時速40km/h                                  | 最高時速40km/h                                  |

## 路線
完成済み、建設中、計画段階も含めた路線一覧は下記表の通り。
表中の「*」印は概算。

基本的には南北に走る路線は奇数、東西に走る路線は偶数の番号が与えられている。
| アウトストラーダ（高速道路）       |                                                       |            |                              |          |            |                             |                           |      |
| 路線番号                           | 起点と終点 （ ）内は接続道路                          | 総距離     | 完成区間                     | 完成区間 | 建設中区間 | 工事入札区間                | 着工決定区間              | 地図 |
| A1                                 | グダンスク ( ) – ゴジチュキ ( )                       | 568 km     | 478,3 km                     | 84,2%    | 89,7 km    |                             |                           |      |
| A2                                 | シフィエツコ ( ) – ククルィキ ( )                     | 622,2 km   | 474,6 km                     | 76,3%    | 14,6 km    | 25 km                       | 108 km                    |      |
| A4                                 | イェンジホヴィツェ ( ) – コルチョヴァ ( )             | 672,8 km   | 672,8 km                     | 100%     |            |                             |                           |      |
| A6                                 | コウバスコヴォ ( ) – ジェンシニツァ ( )               | 29 km      | 25,5 km                      | 87,9%    | 3,5 km     |                             |                           |      |
| A8                                 | ヴロツワフ近郊 ( – )                                  | 22,3 km    | 22,3 km                      | 100%     |            |                             |                           |      |
| A18                                | オルシナ ( ) – クシジョヴァ ( )                       | 76,8 km    | 5,3 km; 70 km (北側車線)     | 6,9%;    |            | 1,5 km 32,3 km (北側車線)   | 37,7 km (南側車線)        |      |
| アウトストラーダ（高速道路）合計   | アウトストラーダ（高速道路）合計                      | 1991,2 km  | 1678,9 km                    | 86,07%   | 107,8 km   | 26,5 km 32,3 km (北側車線)  | 108 km 37,7 km (北側車線) |      |
|                                    |                                                       |            |                              |          |            |                             |                           |      |
| エクスプレスフカ（準高速道路）     |                                                       |            |                              |          |            |                             |                           |      |
| 路線番号                           | 起点と終点 （ ）内は接続道路                          | 総距離     | 完成区間                     | 完成区間 | 建設中区間 | 工事入札区間                | 着工決定区間              | 地図 |
| S1                                 | プィジョヴィツェ ( ) – チェシン ( )                   | 121,4 km * | 63,8 km                      | 52,55%   |            |                             | 17,6 km                   |      |
| S2                                 | ワルシャワ近郊 ( – )                                  | 34,1 km    | 14,3 km                      | 39,2%    |            | 18,65 km                    | 19,5 km                   |      |
| S3                                 | シフィノウイシチェ – ルバフカ ( )                     | 478,2 km * | 227,85 km                    | 47,64%   | 37,65 km   | 17,3 km                     | 170,3 km                  |      |
| S5                                 | オストルダ ( ) – ヴロツワフ ( )                       | 367,7 km * | 76,15 km                     | 20,71%   | 29,3 km    | 110,73 km                   | 195,95 km                 |      |
| S6                                 | コウバスコヴォ () – グダンスク ()                     | 346,5 km * | 55,55 km                     | 16,03%   |            |                             | 189,95 km                 |      |
| S7                                 | グディニャ ( ) – ラプカ・ズドルイ ( )                 | 709 km *   | 249,6 km                     | 35,2%    |            | 108,75 km                   | 219,8 km                  |      |
| S8                                 | ヴロツワフ ( ) – ビャウィストク ( )                   | 564,9 km * | 337,3 km                     | 67,51%   | 96,2 km    | 81,63 km                    | 104,2 km                  |      |
| S10                                | シュチェチン ( ) – ヴォウォミン ( )                   | 459,8 km * | 52,3 km                      | 11,37%   |            |                             | 28,4 km                   |      |
| S11                                | コシャリン ( ) – プィジョヴィツェ ( )                 | 560,3 km * | 55,75 km                     | 9,95%    | 5,3 km     | 23,8 km                     | 139,2 km                  |      |
| S12                                | ピョートルクフ・トルィブナルスキ ( ) – ドロフスク ( ) | 319,7 km * | 45,1 km; (+片側1車線8,6 km)  | 16,07%   | 30,7 km    | 10,5 km; (+片側1車線1,3 km) |                           |      |
| S14                                | ウッチ近郊 ( – )                                      | 40,1 km    | 9,6 km                       | 23,94%   | 3,3 km     |                             | 27,2 km                   |      |
| S16                                | オルシュティン ( ) – エウク ( )                       | 150,0 km * | 26,6 km                      | 11,60%   |            |                             |                           |      |
| S17                                | ワルシャワ ( ) – フレベンネ ( )                       | 322,3 km * | 53,8 km                      | 16,69%   | 30,7 km    | 95,26 km                    | 5,4 km                    |      |
| S19                                | クジニツァ ( ) – バルヴィネク ( )                     | 594,7 km * | 16,7 km; (+片側1車線14,5 km) | 2,61%    |            | 28,6 km                     | 97,8 km                   |      |
| S22                                | エルブロンク ( ) – グジェホトキ ( )                   | 48,6 km    | 48,6 km                      | 100%     |            |                             |                           |      |
| S51                                | オルシュティン – オルシュティネク ( )                 | 18,5 km    | 5,2 km                       | 28,11%   |            | 13,3 km                     |                           |      |
| S61                                | オストルフ・マゾヴィエツカ ( ) – ブジスコ ( )         | 234,5 km * | 6,5 km                       | 2,77%    | 12,75 km   | 8 km                        | 19,25 km                  |      |
| S69                                | ビェルスコ＝ビャワ – ズヴァルドン( )                  | 48,4 km    | 24,3 km                      | 50,21%   | 15,6 km    |                             | 8,5 km                    |      |
| S74                                | スレユフ ( ) – ニスコ ( )                             | 192,2 km * | 6,8 km                       | 3,54%    |            |                             | 9,7 km                    |      |
| S79                                | ワルシャワ空港 ( ) – マルィナルスカIC                 | 4,3 km     | 4,3 km                       | 100%     |            |                             |                           |      |
| S86                                | ソスノヴィエツ – カトヴィツェ                         | 8,6 km     | 8,6 km                       | 100%     |            |                             |                           |      |
| エクスプレスフカ（準高速道路）合計 | エクスプレスフカ（準高速道路）合計                    | 5465,2 km  | 1335,6 km                    | 24,43%   | 261,5 km   | 578,42 km                   | 1252,7 km                 |      |

## 管理
基本的には運輸・建設・水産省管理下の国道・高速道路総局（GDDKiA）が行うが、民間企業が管理する路線もある。
| 会社名                                                                                     | 路線名              | 区間                     |
| ------------------------------------------------------------------------------------------ | ------------------- | ------------------------ |
| グダンスク・トランスポート・カンパニー (Gdańsk Transport Company S.A.)                     | アウトストラーダ A1 | グダンスク － トルン     |
| アウトストラーダ・ヴィエルコポルスカ (Autostrada Wielkopolska S.A.)                        | アウトストラーダ A2 | シフィエツコ － コニン   |
| スタレクスポルト・アウトストラーダ・マウォポルスカ (Stalexport Autostrada Małopolska S.A.) | アウトストラーダ A4 | カトヴィツェ － クラクフ |

## 料金

橙線は国道・高速道路総局が管理する無料区間、青線は民間企業が管理する有料区間、緑線は建設中または計画区間。

準高速道路（エクスプレスフカ）の通行は現在のところ全区間無料である。高速道路（アウトストラーダ）も原則無料であるが、A1、A2、A4は一部区間を除き有料である。

### 料金徴収方法
料金の徴収方法は下記の2通りがある。

#### オープン・タイプ
高速道路上に設置された料金所で通行料を徴収する方法で、ポーランドのアウトストラーダではこのタイプが多い。料金は車種によって異なる。このタイプはコスト面で比較的安上がりであるが、料金所で一旦停止する必要があるため、交通の流れが悪くなる一因ともなる。

#### クローズ･タイプ
高速道路に接続する道路（インターチェンジや高速道路の最終区間等）上に設置された料金所で徴収する方法。ドライバーは高速道路に入る際に料金所でチケットを受け取り、車種や走行距離に応じて料金を支払うようになっている。インターチェンジ等、高速道路との各接続部分に料金所を設置する必要があるため、オープン･タイプよりもコストがかかる。

### 電子課金システム「viaTOLL」

viaTOLLによる電子課金システム対応区間であることを表す標識

上記の従来からの徴収方法の他に、2011年7月1日より、「ヴィア・トル（viaTOLL）」と呼ばれる電子課金システムが導入された。最大積載量3.5トンを超える自動車もしくはバス（バスは最大積載量を問わない）は、viaTOLLが導入されている高速道路区間を通行する際、viaTOLLに事前登録した上で車載器を設置していることが義務付けられた。登録または車載器を取り付けずに該当区間を通行した場合、罰金3,000ズウォティが課される。

### 無料区間

有料高速道路の標識。

アウトストラーダ（高速道路）のうち、無料区間は下記の通り。
- A6　－　全区間
- A8　－　全区間
- A18　－　全区間
- A2　－　一部区間
- A4　－　一部区間
- A1　－　一部区間

## 設計
アウトストラーダ（高速道路）とエクスプレスフカ（準高速道路）は設計上いくつかの違いがあるが、エクスプレスフカはアウトストラーダと比較して主に下記の点で異なる。
- 車線数（片側1車線も可。アウトストラーダは必ず片側2車線以上）
- インターチェンジの数が多く、他の道路との平面交差も可。
- 最高速度
- 車線の幅

### アウトストラーダ
アウトストラーダ（高速道路）は、他の高速道路・準高速道路ならびに主要幹線道路とインターチェンジやジャンクションで接続できる。各インターチェンジ間の距離は最低でも15km以上とされているが、国境付近、大都市近郊では5km以上と規定されている。また、アウトストラーダには緊急通信装置の設置が義務付けられている。
アウトストラーダの設計は、設定最高速度によって下記のように定められている。
| 車線幅員 (m)                         | 3,75 | 3,75 | 3,5  |
| 路側帯幅員 (m)                       | 3,0  | 2,5  | 2,5  |
| 直線区間の最大距離 (m)               | 2000 | 2000 | 1500 |
| 直線区間の最小距離 (m)               | 500  | 400  | 350  |
| 最小曲線半径 (m)                     | 300  | 200  | 150  |
| 最大勾配 (%)                         | 4    | 5    | 6    |
| 脚注: 1 – 国境付近や大都市近郊のみ。 |      |      |      |

### エクスプレスフカ

市街地の始まりを表す標識。

市街地の終わりを表す標識。

エクスプレスフカ（準高速道路）は、他の高速道路とはインターチェンジやジャンクションで接続し、他の主要道路とはインターチェンジやジャンクション、もしくは平面交差で接続することができる。各インターチェンジ間の距離は,
郊外では最低でも5km以上とされているが、国境付近の市街地、大都市近郊では3km以上と規定されている。ラウンドアバウトの設置は終端部でのみ認められる。設計最高速度は、道路の立地が市街地であるか郊外であるかにより異なる。
アウトストラーダの設計は、市街地・郊外の区別と設定最高速度によって下記のように定められている。
|                                                         | 郊外 | 郊外      | 郊外 | 市街地1 | 市街地1 | 市街地1 |     |
| 設計最高速度 (km/h)                                     | 1201 | 100       | 80   | 80      | 70      | 60      |     |
| 車線幅員 (m)                                            | 3,5  | 3,5 3,752 | 3,5  | 3,5     | 3,5     | 3,5     |     |
| 直線区間の最大距離 (m)                                  | 2000 | 2000      | 1500 | 1500    | 1200    | 1000    |     |
| 直線区間の最小距離 (m)                                  | 500  | 400       | 350  | 350     | 300     | 250     |     |
| 最小曲線半径 (m)                                        | 300  | 200       | 150  | 150     | 100     | 100     | 100 |
| 最大勾配 (%)                                            | 4    | 5         | 6    | 6       | 7       | 8       |     |
| 脚注: 1. – 片側2車線の場合のみ。 2. – 片側1車線の場合。 |      |           |      |         |         |         |     |